# (9539) Prishvin
(9539) Prishvin (1982 UE7) – planetoida z pasa głównego asteroid okrążająca Słońce w ciągu 5,44 lat w średniej odległości 3,09 j.a. Odkryta 21 października 1982 roku.